# Prasinocyma tranquilla
Prasinocyma tranquilla är en fjärilsart som beskrevs av Louis Beethoven Prout 1917. Prasinocyma tranquilla ingår i släktet Prasinocyma och familjen mätare. Inga underarter finns listade i Catalogue of Life.